# Тур (Амурская область)
Тур — станция (населённый пункт) в Завитинском районе Амурской области России. Входит в состав городского поселения «Город Завитинск».

## География
Станция Тур находится в западном направлении от Завитинска, расстояние до районного центра — 12 км.
На северо-запад от станции Тур дорога идёт к селу Новоалексеевка.

## Население
| 2002 | 2010 | 2012 | 2013 | 2014 | 2015 | 2016 |
| ---- | ---- | ---- | ---- | ---- | ---- | ---- |
| 8    | ↘0   | →0   | →0   | →0   | →0   | →0   |
| 2017 | 2018 |      |      |      |      |      |
| →0   | →0   |      |      |      |      |      |

## Инфраструктура
Станция Тур Забайкальской железной дороги.